# Nyceryx stuarti
Nyceryx stuarti là một loài bướm đêm thuộc họ Sphingidae.

## Phân phối
Loài này có ở Costa Rica và Peru tới Brasil, Bolivia và Paraguay.

## Sự miêu tả
Sải cánh khoảng 66 mm. 
Nó gần giống loài Nyceryx riscus.

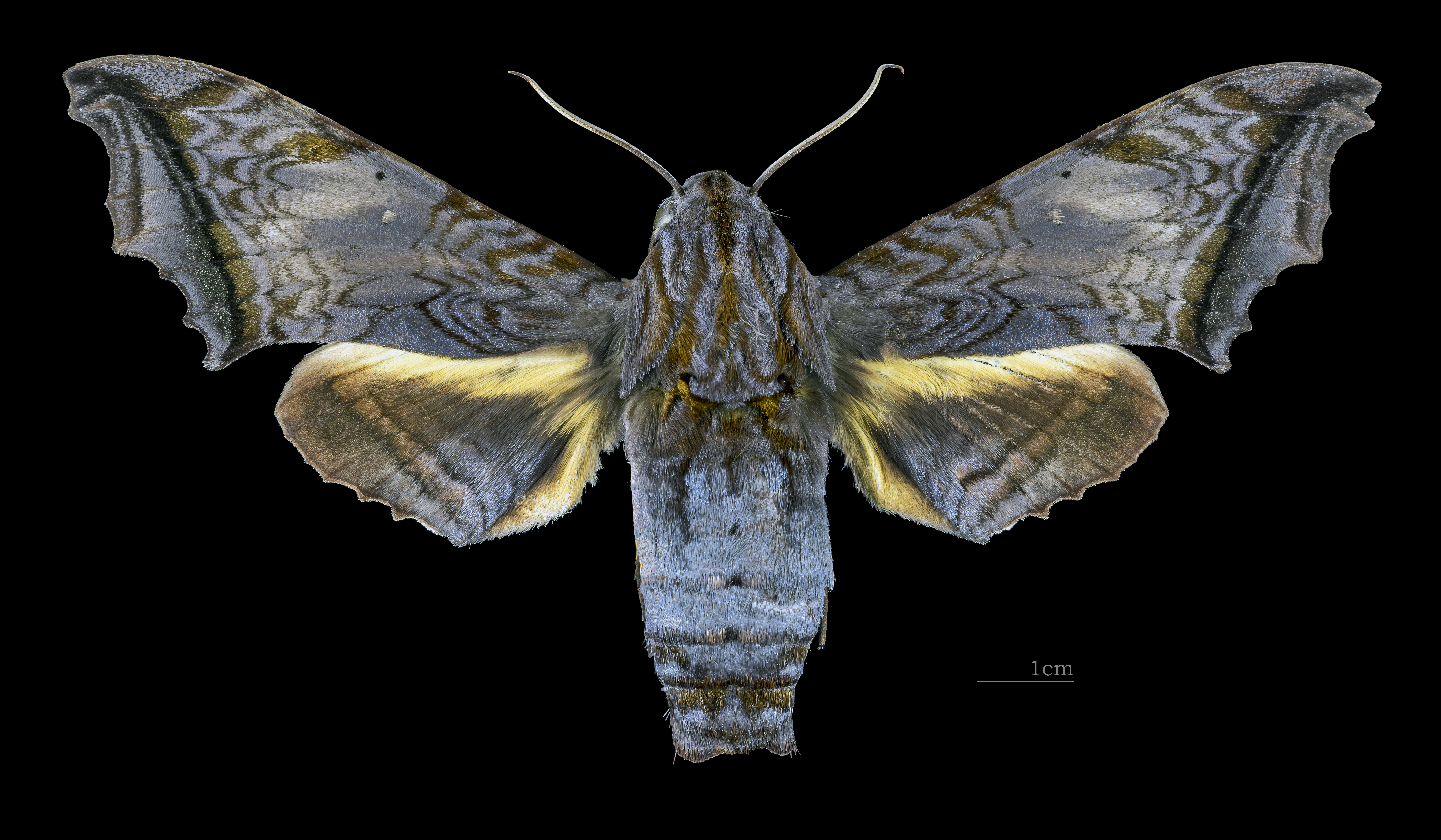
Nyceryx stuarti  ♀
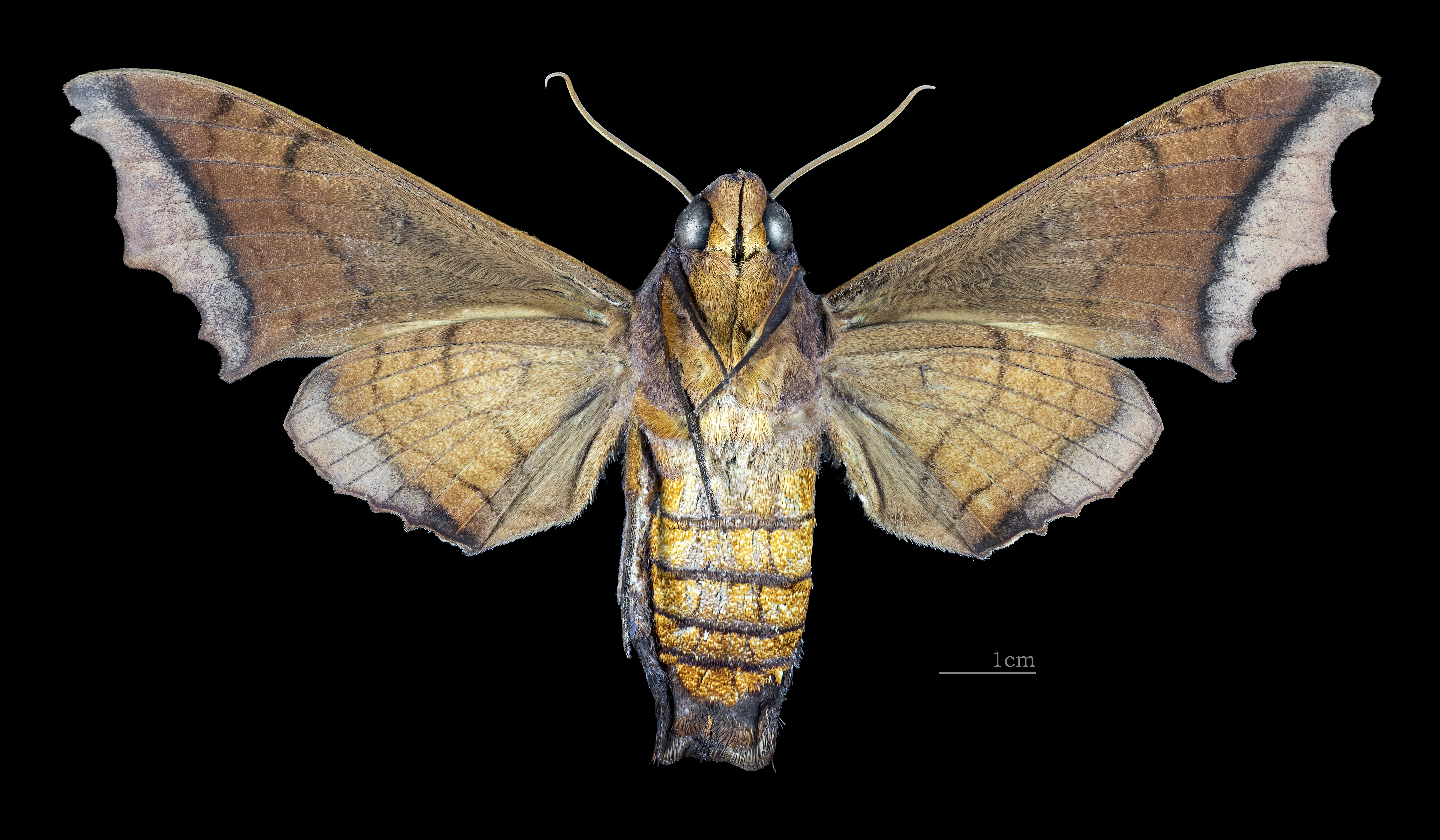
Nyceryx stuarti  ♀ △

## Sinh học
Cá thể trưởng thành có lẽ mọc cánh quanh năm.
Ấu trùng có lẽ ăn các loài Pentagonia donnell-smithii và Chimarrhis parviflora.